# Philippe Maymat
Philippe Maymat est un acteur français né en 1966 à Clermont-Ferrand.
Formé à la classe libre du Cours Florent, il travaille notamment avec Daniel Mesguich (Trahisons, Hamlet, Antoine et Cléopâtre, Le Dibbouk...), Philippe Calvario (Électre, 2007), Xavier Durringer (Scalp, 2007, Jean-Luc Moreau (Deux mensonges et une vérité, 2017) Stéphane Giusti (Fort comme un homme, 2006), Thomas Le Douarec (Le Cid, Du vent dans les branches de Sassafras). Il est le paléontologue Huxley dans la version française du spectacle Walking with Dinosaurs, ( La marche des Dinosaures), à Bercy et en tournée internationale.
Depuis 1994, il est au cœur de la compagnie Tamèrantong! qui monte des spectacles avec les enfants des quartiers de Belleville à Paris, de Mantes-la-Jolie et de Saint-Denis.

## Formation
(novembre 2021).
- 1992 : stages avec Ariane Mnouchkine et Pierre Pradinas
- 1987-1990 : classe libre de l'école Florent
- 1987 : atelier de l'Acteur Créateur avec Alain Knapp

## Théâtre
- 1990 : Le Procès d'Orson Welles, mise en scène Jean-Pierre Garnier
- 1991 : La Légende de Saint-Julien de Gustave Flaubert, mise en scène Jean-Pierre Salennes
- 1995 : Alby la Famine de Marianne Groves, mise en scène Marianne Groves
- 1996 : Dali d'Éric Léonard, mise en scène Éric Léonard
- 1996 : Roberto Zucco de Bernard-Marie Koltès, mise en scène Patrick Mille
- 1996 : Don Quichotte, Che Guevara, Marcos d'après les communiqués du sous-commandant Marcos, mise en scène Catherine Marnas
- 1997 : Le Capitaine Fracasse de Théophile Gautier, mise en scène Erik Kruger
- 1998 : Le Cid de Corneille, mise en scène Thomas Le Douarec
- 1999 : Du vent dans les branches de sassafras de René de Obaldia, mise en scène Thomas Le Douarec
- 2000 : Gabriel(le) d'après George Sand mise en scène Gilles Gleizes
- 2001 : Avis aux intéressés de Daniel Keene, mise en scène Stéphane Muh
- 2003 : Antoine et Cléopâtre de William Shakespeare, mise en scène Daniel Mesguich, Théâtre de l'Athénée-Louis-Jouvet
- 2003 : Un impromptu à Versailles d'après Molière, mise en scène Nicolas Moreau
- 2004 : Le Dibbouk de Shalom Anski, mise en scène Daniel Mesguich
- 2005 : Le Prince de Hombourg d'Heinrich von Kleist, mise en scène Daniel Mesguich, Théâtre de l'Athénée-Louis-Jouvet
- 2005, 2006 : Roméo et Juliette de William Shakespeare, mise en scène Benoît Lavigne, Tournée Atelier Théâtre Actuel et Théâtre 13
- 2006 : Électre de Sophocle, mise en scène Philippe Calvario, Le Quartz, Théâtre Nanterre-Amandiers, Théâtre du Gymnase, Théâtre National de Nice, tournée
- 2008 : Du cristal à la fumée de Jacques Attali, mise en scène Daniel Mesguich, Théâtre du Rond-Point
- 2010 : Le Cid Flamenco, en tournée
- 2011 : Du Vent dans les Branches de Sassafras, de René de Obaldia, mise en scène Thomas Le Douarec, Théâtre Le Ranelagh
- 2011: Walking with Dinosaurs, the Arena Spectacular, tournée Canada, US, Europe,
- 2012: Hamlet, mise en scène Daniel Mesguich, tournée
- 2013: L'idiot, d'après Dostoïevski, mise en scène Laurence Andréani, Théâtre de Belleville
- 2014: Noces de sang, de Llorca, mise en scène William Mesguich, tournée, théâtre de l'Atalante.
- 2015: Trahisons, de Pinter, mise en scène Daniel Mesguich, tournée
- 2016: Phèdre, de Racine, mise en scène Sterenn Guirriec, théâtre de Nogent
- 2016: T'es pas né! Histoire de frangins, de Philippe Maymat, seul en scène, théâtre de Belleville
- 2017/2018: Deux mensonges et une vérité, de Nicolas Poiret et Sébastien Blanc, mise en scène Jean Luc Moreau.
- 2022: Le Misanthrope, Molière, mise en scène Thomas Ledouarec.

## Filmographie

### Cinéma
- 2022 : Coupez !, de Michel Hazanavicius, un producteur
- 2022 : Novembre, de Cédric Jimenez, chef du RAID
- 2022 : Julia, d'Oliver Treiner, Marc, chef de salle
- 2022 : Dans un monde idéal, d'Emilie Freche, le juge
- 2021 : Boîte noire, de Yann Gozlan, le commandant de bord
- 2019 : Le chant du loup, d 'Antonin Baudry : Chef de l'État-major particulier du Président (voix off)
- 2015 : Des gens bien, de Bruno Lopez et Emmanuel Vieilly.
- 2010 : La conquête de Xavier Durringer
- 2008 : Micmacs à tire-larigot de Jean-Pierre Jeunet
- 2008 : Le Transporteur 3 d'Olivier Megaton
- 2005 : Olé ! de Florence Quentin
- 2003 : Un long dimanche de fiançailles de Jean-Pierre Jeunet
- 2003 : L'Incruste, fallait pas le laisser entrer ! d'Alexandre Castagnetti et Corentin Julius
- 2003 : Les Mythes urbains de Stéphane Gateau
- 2001 : Tanguy d'Étienne Chatiliez
- 2000 : Belphégor, le fantôme du Louvre de Jean-Paul Salomé
- 1996 : Pourquoi partir ?, court métrage de Bernadette Lafont
- 1996 : Les Aventures de Roger Chabraque, court métrage de Marianne Groves
- 1995 : L'Enclume et la Sardine, court métrage de J-C. Giovannelli
- 1993 : La Perme, court métrage de T. Staib et E. Sylvestre
- 1992 : Jacqueline en syncope, court métrage de Gilles Cahoreau
- 1992 : Déo le mauvais, court métrage de Jean-François Hirch

### Télévision
- 2016-17: Munch, de Nicolas Guicheteau
- 2015: War and Peace, Tom Harper, BBC
- 2013: Odysseus, Stéphane Giusti, Arte
- 2010 : Du cristal à la fumée de Philippe Miquel, captation de la pièce
- 2009 : Profilage : Vautier, épisode 6 saison 1 "Derrière le masque"
- 2009: Douce France, stéphane Giusti, France 2
- 2008:Le petit vieux des Batignolles, de Claude Chabrol
- 2008 : Les trois font la paire, d'Eric Summer
- 2008: Central Nuit
- 2007 : Scalp, de Xavier Durringer et Jean-Marc Brondolo
- 2007 : PJ (Patron), de Claire de la Rochefoucauld
- 2006 : Mademoiselle Joubert (Dans un trou de souris), d'Éric Summer
- 2006 : Fort comme un homme, de Stéphane Giusti (Arte)
- 2004 : Navarro (Une femme aux abois), de José Pinheiro
- 2003 : Une femme d'honneur (Mortelle Cavale), de Michaël Perrotta (TF1)
- 2003 : Louis la Brocante (Louis et la course volée), d'Alain-Michel Blanc (FR3)
- 2003 : Avocats et Associés, de Patrice Martineau
- 2003 : Frank Riva, de Patrick Jamain
- 2001 : Commissaire Moulin (X - Fragile), de Gilles Béhat
- 2001 : PJ, de Gérard Vergez
- 2001 : L'Été rouge, de Gérard Marx
- 2000 : Duelles (C'est lui), de Laurence Katrian
- 1999 : Les Cordier, juge et flic, de Gilles Béhat
- 1994 : Poulet cacahuète, d'Étienne Méry
- 1993 : Dose mortelle, de Joyce Buñuel
- 1993 : Maigret : Maigret et les caves du Majestic de Claude Goretta (série télévisée)